# Rent (musical)
Rent è un musical rock scritto e composto da Jonathan Larson e basato sull'opera La bohème di Giacomo Puccini. Racconta la storia di un gruppo di giovani artisti e musicisti squattrinati che tentano di sopravvivere nel Lower East Side di New York nell'atmosfera bohémien dell'Alphabet City vissuti all'ombra dell'AIDS.
Il musical fu rappresentato per la prima volta in una breve tournée di tre settimane al New York Theatre Workshop nel 1994. Lo stesso teatro off-Broadway fu la casa iniziale del musical dopo il suo debutto ufficiale il 25 gennaio 1996. L'autore dello show, Jonathan Larson, morì il giorno prima della première Off-Broadway. Lo spettacolo vinse un Premio Pulitzer per la drammaturgia (oggigiorno è uno dei soli dieci musical ad aver vinto l'ambito premio teatrale) nel 1996 e la produzione divenne un successo. Il musical si spostò al Nederlander Theatre a Broadway il 29 aprile 1996.
A Broadway, Rent fu acclamato dalla critica e vinse il Tony Award al miglior musical, oltre altri numerosi premi. Il musical è inoltre responsabile per aver aumentato la popolarità di tale genere tra la generazione dei ragazzi. La produzione di Broadway chiuse il 7 settembre 2008, dopo 12 anni in cartellone e 5.124 performance, rendendolo l'ottavo musical più longevo di Broadway. La produzione ha guadagnato oltre 280 milioni di dollari.
Il successo portò a diversi tour nazionali e produzioni straniere e, nel 2005, lo show fu anche adattato in un omonimo film per il grande schermo, diretto da Chris Columbus, nel quale sei degli otto protagonisti della produzione originale ripresero il proprio ruolo.

## Trama

### Atto I
Durante la vigilia di Natale, il regista Mark Cohen inizia a girare un documentario improvvisato senza copione nel suo loft. Gira la sua telecamera sul suo coinquilino e migliore amico Roger Davis. Roger è un cantautore ed ex tossicodipendente la cui fidanzata si è suicidata dopo aver scoperto che entrambi erano positivi all'HIV (Tune Up #1). La madre di Mark interrompe le riprese con una telefonata; saluta e rassicura Mark su Maureen, la sua ex-fidanzata e artista che l'ha scaricato per una donna (Voice Mail #1).
Tom Collins, un amico di Roger e Mark, arriva al loro palazzo, ma viene picchiato e derubato prima di riuscire a entrare. Nel frattempo, Roger e Mark ricevono una chiamata dal loro ex amico e coinquilino, Benjamin §Benny Coffin III. Benny ha sposato una ragazza facoltosa e ha comprato il palazzo in cui si trova l'appartamento di Mark e Roger insieme al palazzo accanto. Benny dice loro che devono pagare l'affitto, nonostante gli avesse promesso di lasciarli abitare lì gratis (Tune Up #2). Mark e Roger decidono di ribellarsi a Benny e rifiutano di pagare il loro affitto (in inglese: §rent).
Nel frattempo, Joanne Jefferson, la nuova fidanzata di Maureen, sta lavorando per preparare il palco per la protesta di Maureen contro il piano di Benny di usare il palazzo dove risiedono diversi senzatetto, quando il sistema audio si rompe, Maureen chiama Mark contro il volere di Joanne, chiedendogli di aggiustare l'impianto audio; Mark accetta di dare una mano contro la sua stessa volontà. Tornati in strada, Angel Dumott Schunard, un percussionista di strada e drag queen, trova Collins ferito e lo aiuta a curarsi; lasciano insieme la scena per tentare di curare le ferite di Collins. Vengono attratti istantaneamente l'uno dall'altro e scoprono di avere entrambi l'AIDS (You Okay Honey?).
Ritornati nel loft, Mark prova a far uscire Roger dall'appartamento (Tune Up #3); l'amico sta infatti cercando di scrivere una grande canzone per lasciare il suo segno nel mondo prima di morire di AIDS (One Song Glory). Roger viene interrotto da qualcuno che bussa alla sua porta; risponde e trova Mimi Màrquez, una bellissima sconosciuta che gli chiede un fiammifero per accendere una candela a causa dell'interruzione della corrente elettrica. Roger pensa di averla già vista prima d'ora e presto si rende conto di averla vista lavorare come ballerina in un club sadomaso chiamato The Cat Scratch Club. Roger apprende che lei è una diciannovenne tossicodipendente che vive nell'appartamento sottostante. C'è attrazione reciproca, ma Roger è esitante a flirtare con lei e affrontare così la sua prima relazione romantica da quando è morta April (Light My Candle).
I genitori di Joanne la chiamano a casa chiedendole perché si stesse occupando di un palco e ricordandole di partecipare all'udienza della madre (Voice Mail #2). Nel frattempo Collins arriva finalmente all'appartamento e presenta Angel a Mark e Roger (Today 4 U), proprio quando arriva Benny con un'offerta per i coinquilini: se convinceranno Maureen a cancellare la sua protesta, li lascerà vivere nell'appartamento senza nessun affitto dovuto (You'll See); tuttavia, i due rifiutano l'offerta. Dopo l'uscita di Benny, Angel e Collins invitano Mark e Roger a partecipare al Life Support, un gruppo di supporto locale per chi ha l'HIV.
Prima di andare all'incontro Life Support, Mark arriva all'appartamento e incontra Joanne. Mentre ripara l'impianto audio, Mark racconta a Joanne di come Maureen aveva flirtato e tradito con altri uomini mentre usciva con lui (Tango: Maureen). Mark si sente meglio dopo lo scambio, ma Joanne inizia a diventare sospettosa. All'incontro Life Support, Gordon dice al gruppo che le sue cellule T sono basse, e il gruppo si confronta sul vivere con l'AIDS (Life Support).
Si vede Mimi ballare sulla scala antincendio del suo appartamento per poi arrivare a quello di Roger e chiedergli di portarla fuori per la notte (Out Tonight). Roger, tuttavia, la respinge dicendole che non può amare ancora e chiedendole di andarsene (Another Day). Roger però ci ripensa e decide di lasciare l'appartamento per partecipare alla protesta di Maureen. In seguito, l'attenzione si sposta nuovamente all'incontro Life Support i cui membri si chiedono se perderanno la loro dignità a causa dell'AIDS (Will I?).
Sulla strada per lo show, Collins, Mark e Angel incontrano un barbone che si arrabbia con Mark per volersi fare un nome filmando la loro vita ma non aiutandoli veramente (On the Street). Collins propone di aprire un ristorante a Santa Fe (Santa Fe). Quando Mark va via per controllare che tutto sia pronto per lo show di Maureen, Collins e Angel si confessano il proprio amore reciproco (I'll Cover You). Alla protesta Joanne parla come una pazza al telefono, preparando tutto l'occorrente per la protesta (We're Okay).
Mark e Roger si incontrano prima della protesta. Roger intercetta Mimi per strada mentre compra droga da uno spacciatore; la ferma e si scusa, invitandola alla protesta e a cena con loro: lei accetta. Nel frattempo, Angel e Collins fanno una passeggiata nel mercato di strada vicino alla protesta, Benny parla con Alison e le dice di non poter fermare la protesta e la gente di strada protesta perché non ha un posto dove trascorrere il Natale (Christmas Bells).
Maureen arriva e inizia la sua performance: una sottile critica al vetriolo contro Benny usando una metafora che include una mucca e un bulldog, culminante con lei che incita gli spettatori a muggire con lei (Over the Moon). La protesta finisce con una rissa che Mark riprende con la sua telecamera. Dopodiché, il gruppo va al Life Café, dove si imbattono in Benny e il suo investitore e suocero Mr. Grey. Benny critica la protesta e lo stile di vita bohémienne del gruppo, dichiarando che la Bohème è morta. Mark si alza e inizia un'elegia funebre per la Bohème, con tutti i bohémiens al caffè che si alzano per celebrare la sua morte, rende allegramente tributo a tutto ciò che amano della vita mentre ballano sui tavoli, facendo allontanare Mr. Grey e Benny dal café (La Vie Bohème A).
Mimi chiede a Roger perché la stesse ignorando da tutta la sera; lui le spiega che ci sta provando e che porta un fardello che non sa se lei può portare. Mimi gli risponde di avere un fardello anche lei e che non sta aspettando l'uomo perfetto; gli dice che la vita è troppo breve per prendere le cose con calma. In seguito il cercapersone di Mimi suona, ricordandole di prendere la sua AZT in modo che sia Roger che Mimi scoprono di essere entrambi positivi all'HIV. Parlano apertamente per la prima volta e, nonostante le incertezze e le paure, decidono di iniziare una relazione (I Should Tell You), condividendo un piccolo, amorevole bacio, mentre il gruppo continua a celebrare la vita bohémien (La Vie Bohème B).

### Atto II

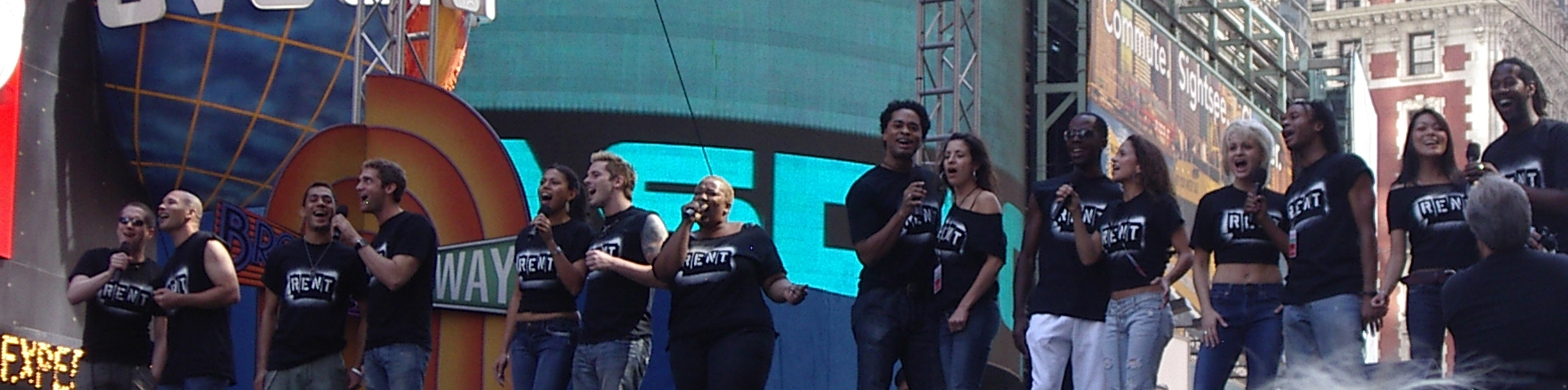
Il cast di Rent esegue Seasons of Love nel 2005

La compagnia riflette su come misurare un anno di vita, in occorrenza dell'inizio del nuovo anno (Seasons of Love).
A Capodanno Mimi, Mark e Roger cercando di irrompere nel loro appartamento che è stato posto sotto sequestro da Benny in risposta alla protesta di Maureen. Mimi e Roger sono felici e dicono che la settimana passata insieme è stata grandiosa. Mimi fa dei buoni propositi per l'anno nuovo tra i quali rinunciare ai suoi vizi e riprendere gli studi. Joanne e Maureen decidono di riprendere a frequentarsi (Happy New Year A). Collins e Angel arrivano e forzano la porta. Mentre gli altri entrano nell'appartamento, Mark, Joanne e Maureen si arrampicano sulla scala antincendio ed entrano trovando due messaggi sulla segreteria telefonica: uno della madre di Mark, che gli augura buon anno, e un altro da Alexi Darling, di Buzzline, un tabloid che vuole assumere Mark come regista dopo aver visto il materiale da lui girato sulla rissa (Voice Mail #3).
Non appena sono entrati tutti, arriva Benny che gli dice di essere lì per una tregua e offre a Mark e Roger la chiave, ma il gruppo non gli crede. Benny rivela che Mimi era andata da lui per parlargli e che un tempo i due uscivano insieme. Questa rivelazione irrita Roger che respinge brevemente Mimi prima che Angel sistemi tutto. Roger e Mimi si scusano l'un l'altro, ma Mimi rimane turbata. Il gruppo se ne va eccetto Mimi che torna dallo spacciatore per una dose (Happy New Year B).
Il giorno di san Valentino Maureen e Joanne hanno un diverbio durante l'organizzazione di una nuova protesta. Si danno un ultimatum l'un l'altra di prendersi come sono o di lasciarsi (Take Me Or Leave Me). Joanne non riesce ad accettare i modi lascivi e libertini di Maureen mentre Maureen non riesce a sopportare le manie di controllo di Joanne, così le due si lasciano. La compagnia evidenzia il trascorrere del tempo e l'alternarsi delle stagioni (Seasons of Love B). A primavera, la relazione di Roger e Mimi è ormai ai ferri corti mentre le condizioni di salute di Angel peggiorano. Roger ha vissuto con Mimi per due mesi nel suo appartamento e continua a parlare di vendere la sua chitarra e trasferirsi fuori città. Mimi rientra nuovamente tardi a casa dopo aver comprato droga di nascosto, ma Roger attribuisce il ritardo a un sospetto tradimendo della ragazza con Benny. Roger perde il controllo a causa della gelosia, Mimi cerca di fermarlo e di dirgli la verità, che non lo sta tradendo e che continua a farsi, ma non riesce a parlare e Roger la lascia (Without You). Collins continua a occuparsi di Angel che è sempre più malato man mano che l'AIDS sta prendendo il sopravvento su di lui. Mark continua a ricevere chiamate da Buzzline (Voice Mail #4).
Angel muore e Collins è a pezzi (Contact, I'll Cover You (Reprise)). Mark esprime la sua paura di essere il solo a sopravvivere mentre il resto dei suoi amici morirà di AIDS (Halloween); accetta infine l'offerta di lavoro di Buzzline. Roger rivela di essere in procinto di lasciare New York per Santa Fe, il che sfocia in una discussione sull'impegnarsi tra lui e Mimi, e tra Maureen e Joanne. Collins arriva e ammonisce l'intero gruppo a causa della lite il giorno del funerale di Angel e perché la loro famiglia si stava sfaldando. Maureen e Joanne si rendono conto che il loro litigare piace loro e si riconciliano.
Mentre Roger si prepara a lasciare la città, litiga con Mark; quest'ultimo lo accusa di scappare perché ha paura di vedere Mimi morire e gli chiede come possa riuscire a perdere Mimi. Roger accusa invece Mark di nascondersi nel lavoro e, mentre Roger lascia l'appartamento, trova Mimi che era venuta a dirgli addio e ha ascoltato tutta la lite (Goodbye Love). Mimi dà un addio strappalacrime nel quale dice di essere venuta solo per dire addio al suo amore e che non lo incolpa di niente. Roger è confuso, ma se ne va prima di avere dei ripensamenti. Mark suggerisce a Mimi di ricoverarsi in una clinica di recupero e Benny si offre di pagarla per lei; tuttavia la ragazza scappa. Collins viene sbattuto fuori dalla chiesa visto che non è in grado di pagare il funerale di Angel, ma Benny decide di pagare il pastore di tasca sua; dopodiché, rivela di aver sempre saputo che era stato Angel a uccidere il suo cane, ma di non avercela con lui visto che aveva sempre odiato quel cane. In seguito Collins e Mark decidono di perdonarlo e vanno a ubriacarsi.
A Santa Fe, Roger non riesce a dimenticare Mimi; tornati a New York, Mark sta lavorando per Buzzline. Entrambi hanno un'epifania artistica, così Roger trova finalmente la sua canzone in Mimi e Mark trova il suo film nel ricordo di Angel. Roger torna a New York giusto in tempo per Natale e Mark lascia Buzzline per lavorare al suo film. La vigilia di Natale, Mark si sta preparando per mostrare il suo documentario finito (What You Own).
Preoccupati perché i loro figli non rispondevano alle chiamate, i genitori lasciano diversi messaggi sulla loro segreteria telefonica (Voice Mail #5). Roger è estasiato per aver trovato la sua canzone, ma è preoccupato perché non riesce a trovare Mimi. All'improvviso, Maureen e Joanne arrivano portando Mimi che è malata e delirante. Roger si rende conto che le potrebbe restare non molto tempo e finalmente i due si chiariscono. La ragazza inizia a perdere conoscenza dicendo a Roger di amarlo (Finale A). Roger le chiede di resistere e inizia a cantarle la canzone che ha scritto per lei; quando finisce, il ragazzo dice a Mimi di averla sempre amata (Your Eyes). Mimi perde conoscenza e Roger scoppia in lacrime; in seguito la ragazza si risveglia d'improvviso e la sua febbre cala. Mimi dice che stava andando in una calda luce bianca e che Angel era lì dicendole Torna indietro amica mia. E ascolta la canzone di quel ragazzo. Mimi e Roger si abbracciano e Roger ringrazia Dio che quello non sia il suo ultimo momento con Mimi. La compagnia ribadisce il messaggio del Life Support sulla fugacità della vita e riaffermando che non c'è nessun altro giorno, se non oggi; nel frattempo, Mark mostra il suo documentario (Finale B).

## Personaggi

### Principali
- Mark Cohen, un artista regista di documentari, il narratore dello show. È il coinquilino di Roger e Collins finché quest'ultimo si trasferisce; è anche l'ex fidanzato di Maureen. Al contrario della maggior parte dei suoi amici, non è ammalato di HIV.
- Roger Davis, un cantante e chitarrista di successo in passato che ora è positivo all'HIV ed ex-tossicodipendente. Spera di scrivere una grande canzone piena di significato prima di morire; ha difficoltà ad affrontare il fatto che lui, insieme ad altri suoi cari, sta per morire. La sua ragazza April si è suicidata dopo aver scoperto che entrambi avevano l'AIDS; è il coinquilino di Mark.
- Tom Collins, un anarchico gay vegetariano con l'AIDS. Viene descritto da Mark come un genio del computer, insegnante, vagabondo anarchico che corse nudo per il Partenone. Collins sogna di aprire un ristorante a Santa Fe dove i problemi di New York non avrebbero più afflitto lui e i suoi amici. Era il coinquilino di Roger, Mark, Benny e Maureen; in seguito solo di Mark e Roger fino a che si trasferisce da Angel.
- Benjamin Benny Coffin III, affittuario di Mark, Roger e Mimi ed ex-coinquilino di Mark, Collins, Roger e Maureen. Attualmente sposato con Alison Grey delle Westport Greys ed è considerato uno yuppie venduto dai suoi ex-coinquilini.
- Joanne Jefferson, un avvocato di buona famiglia che ha studiato ad Harvard. È lesbica ed è la donna per cui Maureen ha lasciato Mark.
- Angel Dumott Schunard, una drag queen, musicista di strada con l'AIDS. È l'interesse amoroso di Collins.
- Mimi Márquez, una ballerina di sadomaso e tossicodipendente con l'AIDS.[6] Vive nell'appartamento sottostante a quello di Mark e Roger ed è l'interesse amoroso di Roger.
- Maureen Johnson, un'artista teatrale bisessuale; l'ex fidanzata di Mark e l'attuale ragazza di Joanne. È molto libertina e ha tradito sia Mark che Joanne.

### Secondari
- Mrs. Cohen, la madre ebrea e stereotipa di Mark, al quale indirizza numerosi messaggio vocali.
- Alexi Darling, il produttore di Buzzline che cerca di assumere Mark dopo aver visto le sue riprese sulla rissa.
- Mr. e Mrs. Jefferson, i facoltosi genitori di Joanne Jefferson.
- L'uomo, lo spacciatore locale dal quale si rifornisce Mimi e dal quale andava anche Roger.
- Paul, l'uomo a capo del gruppo Life Support:
  - Gordon, uno dei membri del Life Support.
  - Steve, uno dei membri del Life Support.
  - Ali, uno dei membri del Life Support.
  - Pam, uno dei membri del Life Support.
  - Sue, uno dei membri del Life Support (in alcune produzioni il suo nome viene cambiato in Lisa).

Ci sono anche altri ruoli senza nome: il cameriere, la senzatetto, i solisti di Seasons of Love, i poliziotti, i bohémiens, i mercanti e i senzatetto.

## Numeri musicali
- Tune Up #1 – Mark e Roger
- Voice Mail #1 – Mamma di Mark
- Tune Up #2 – Mark, Roger, Collins e Benny
- Rent – Cast
- You Okay Honey? – Angel, Collins e Uomo di strada
- Tune Up #3 – Mark e Roger
- One Song Glory – Roger
- Light My Candle – Mimi e Roger
- Voice Mai #2 – Mr. e Mrs. Jefferson
- Today 4 U – Collins, Roger, Mark e Angel
- You'll See – Benny, Mark, Roger, Collins e Angel
- Tango: Maureen – Joanne e Mark
- Life Support – Cast
- Out Tonight – Mimi
- Another Day – Mimi, Roger e cast
- Will I? – Cast
- On the Street – Cast
- Santa Fe – Collins, Angel e Mark
- I'll Cover You – Angel and Collins
- We're Okay – Joanne
- Christmas Bells – Cast
- Over the Moon – Maureen
- Over the Moon Playoff – La Band
- La Vie Bohème A – Cast
- I Should Tell You – Mimi e Roger
- La Vie Bohème B – Cast

- Seasons of Love – Cast
- Happy New Year A – Mark, Roger, Mimi, Collins, Angel, Maureen e Joanne
- Voice Mail #3 – Mamma di Mark e Alexi Darling
- Happy New Year B – Mark, Roger, Mimi, Collins, Angel, Maureen, Joanne e Benny
- Take Me or Leave Me – Maureen e Joanne
- Seasons of Love B – Cast
- Without You – Roger e Mimi
- Voice Mail #4 – Alexi Darling
- Contact – Cast
- I'll Cover You (Reprise) – Collins e cast
- Halloween – Mark
- Goodbye Love – Mark, Roger, Mimi, Collins, Maureen, Joanne e Benny
- What You Own – Roger e Mark
- Voice Mail #5 – Mamma di Roger, Mamma di Mimi, Mr. Jefferson, e mamma di Mark
- Finale A – Cast
- Your Eyes – Roger
- Finale B – Cast
- Playout (I'll Cover You) — La Band

## Concept

### Ideazione
Nel 1988, il drammaturgo Billy Aronson voleva creare "un musical basato su La bohème di Giacomo Puccini, nel quale il lussuoso splendore del mondo di Puccini sarebbe stato rimpiazzato con la rozzezza ed il traffico della moderna New York". Nel 1989 Jonathan Larson, un compositore di 29 anni, iniziò a collaborare con Aronson su questo progetto, ed i due composero alcune canzoni insieme tra le quali Santa Fe, Splatter (in seguito rielaborata nella canzone Rent), e I Should Tell You. Larson suggerì di ambientare lo spettacolo nell'East Village di Manhattan, l'artistico vicinato avant-garde di Manhattan in fondo alla strada del suo appartamento al Greenwich Village, e suggerì anche il titolo definitivo dello spettacolo (una decisione che trovò in disaccordo Aronson che non ne era entusiasta, almeno fino a che Larson precisò che rent significava anche messo da parte). Nel 1991, Larson chiese ad Aronson se poteva usare la sua idea originale e rendere Rent un'opera propria. Larson aveva aspettative ambiziose per Rent; lo scopo dei suoi sogni era di scrivere un'opera rock che portasse il musical alla MTV Generation. Aronson e Larson giunsero ad un accordo che, se lo show fosse approdato a Broadway, Aronson avrebbe condiviso i profitti.
Jonathan Larson si concentrò nel comporre Rent nei primi anni '90, servendo nel frattempo ai tavoli al Moondance Diner per mantenersi. Nel corso di sette anni, Larson scrisse centinaia di canzoni e apportò cambiamenti drastici allo show, la cui incarnazione finale contiene quarantadue canzoni. Nell'inverno del 1992, Larson avvicinò James Nicola, il direttore artistico del New York Theatre Workshop, con un nastro ed una copia del libretto di Rent. Quando Rent ebbe la sua prima lettura di prova nel marzo del 1993, divenne evidente che a dispetto del materiale promettente e dei movimentati numeri musicali, diversi problemi strutturali andavano sistemati compresi la sua lunghissima durata e la trama molto complessa.
Nel 1994, la versione di Rent del New York Theatre Workshop conteneva canzoni che non sarebbero mai state eseguite nella sua versione finale, come You'll Get Over It, la versione precedente di Tango: Maureen, eseguita da Mark e Maureen; Female to Female A & B, cantata da Maureen e Joanne; e Real Estate, un numero dove Benny cerca di convincere Mark a diventare un agente immobiliare disinteressandosi della realizzazione del suo film. Questa versione provvisoria di Rent era interpretata da Anthony Rapp nel ruolo di Mark e Daphne Rubin-Vega nel ruolo di Mimi. Larson continuò a lavorare su Rent, riducendo gradualmente i suoi difetti e mettendo in scena più produzioni provvisorie.
Il 24 gennaio 1996, dopo il termine della prova finale costume prima della première Off-Broadway, Larson fece la sua prima intervista giornalistica con il critico musicale Anthony Tommasini del The New York Times, attratto dalla coincidenza che lo show stava per debuttare esattamente cento anni dopo l'opera di Puccini. Larson non vivrà purtroppo abbastanza per godere del successo di Rent; morì per un non diagnosticato aneurisma cerebrale (attribuito alla sindrome di Marfan) il primo mattino del 25 gennaio 1996, appena qualche ora dopo la sua prima ed unica intervista. La prima di Rent fu cancellata e, invece, amici e famiglia si riunirono al teatro dove gli attori eseguirono alcune canzoni di Rent in memoria di Larson. Lo show andò in scena come programmato e guadagnò rapidamente popolarità aumentata dalle recensioni entusiastiche e dalla recente morte del suo compositore. Ebbe uno straordinario successo durante la sua rappresentazione Off-Broadway, esaurendo tutti i 150 posti disponibili del New York Theatre Workshop. A causa della crescente popolarità e del bisogno di un teatro più grande, Rent si trasferì a Broadway, nel precedentemente derelitto Nederlander Theatre sulla 41ª Strada il 29 aprile 1996.

### Fonti ed ispirazioni
L'ispirazione di Larson per il contenuto di Rent venne da differenti fonti. Alcuni dei personaggi e degli elementi della trama sono ripresi direttamente da La bohème di Giacomo Puccini, la cui première mondiale fu nel 1896, 100 anni prima di quella di Rent. La bohème raccontava anche della vita di alcuni poveri artisti. La tubercolosi, la piaga dell'opera di Puccini, è rimpiazzata dall'AIDS in Rent; la Parigi dell'Ottocento è rimpiazzata dall'East Village di Manhattan a New York. I nomi e l'identità dei personaggi di Rent sono anch'essi riflessi molto forti di quelli originali di Puccini, anche se non sono tutti dei perfetti adattamenti:
| Personaggio                            | Personaggio                                                                                              | Range vocale | Range vocale             |
| La bohème                              | Rent | La bohème    | Rent                     |
| -------------------------------------- | --- | ------------ | ------------------------ |
| Mimi, una cucitrice con la tubercolosi | Mimi Márquez, una danzatrice esotica con l'AIDS                                                          | Soprano      | Mezzosoprano             |
| Rodolfo, un poeta                      | Roger Davis, un cantautore positivo all'HIV                                                              | Tenore       | Tenore                   |
| Marcello, un pittore                   | Mark Cohen, un regista indipendente e coinquilino di Roger                                               | Baritono     | Baritono / Tenore        |
| Musetta, una cantante                  | Maureen Johnson, un'attrice bisessuale                                                                   | Soprano      | Mezzosoprano con Cintura |
| Schaunard, un musicista                | Angel Dumott Schunard, un percussionista e drag queen gay con l'AIDS                                     | Baritono     | Tenore / Controtenore    |
| Colline, un filosofo                   | Tom Collins, un professore gay, filosofo e anarchico con l'AIDS                                          | Basso        | Baritono / Basso         |
| Alcindoro, un consigliere di Stato     | Joanne Jefferson, un avvocato che è anche la partner di Maureen (ispirata parzialmente anche a Marcello) | Basso        | Soprano                  |
| Benoit, un affittuario                 | Benjamin 'Benny' Coffin III, l'affittuario locale ed ex-coinquilino di Roger, Mark, Collins e Maureen    | Basso        | Baritono                 |

Altri esempi di parallelismo tra il lavoro di Larson e quello di Puccini includono la canzone di Larson Light My Candle, che somiglia molto alla prima scena tra Mimi e Rodolfo ne La bohème, Il valzer di Musetta, una melodia ripresa direttamente dall'opera di Puccini, e Goodbye Love, un pezzo lungo e straziante che riflette il confronto e le parti tra i personaggi sia nell'opera di Puccini che in quella di Larson. La canzone Quando M'en Vo' Soletta da La bohème ha ispirato anche il primo verso di Take Me or Leave Me, quando Maureen descrive il modo in cui la gente la squadra quando cammina per strada. Il valzer di Musetta ha anche un riferimento preciso nella scena in cui i personaggi stanno celebrando la loro vita bohémien. Mark dice:" Roger ci intratterrà scrivendo un'evocativa canzone dolce amara"... Roger suona un veloce pezzo, e Mark aggiunge... "che non ci ricordi Il valzer di Musetta".
Rent è anche una specie di lavoro autobiografico, visto che Larson ne incorporò diversi elementi della sua vita all'interno. Larson visse a New York per diversi anni come un artista squattrinato e con un futuro incerto. Sacrificò una vita di stabilità per il suo lavoro e condivise alcune delle stesse speranze e paure dei suoi personaggi. Come i suoi personaggi, ha sofferto condizioni di povertà, e, alcune di queste condizioni (ad esempio la stufa a legna illegale, la vasca da bagno nel mezzo della cucina, il citofono rotto - che costringeva i suoi ospiti a chiamarlo dal telefono a gettoni lungo la strada per farsi tirare giù le chiavi, come in Rent) sono state riportate nella rappresentazione. Parte del motivo dietro la storia in cui Maureen lascia Mark per una donna (Joanne) è basata sul fatto che anche la ragazza di Larson lo lasciò per un'altra donna.
La battuta, Sarò più uomo di quanto tu sarai mai... e più donna di tutte quelle che tu potrai mai avere!, attribuita ad Angel Dumott Schunard al suo funerale, era stata usata precedentemente dal personaggio Hollywood Montrose che apparve nei film Mannequin (1987) e Mannequin Two: On the Move (1991). Come Angel, Hollywood è un brillante uomo omosessuale che canta e balla spesso vestito con abiti femminili; tuttavia, la battuta era originalmente nel film Car Wash (1976) pronunciata da Antonio Fargas, uno sgargiante omosessuale irascibile.
I primi bozzi dei personaggi erano molto differenti rispetto a quelli del prodotto finale. Tutti quanti eccetto Mark hanno l'AIDS, comprese Maureen e Joanne; Maureen era un serioso personaggio arrabbiato che eseguiva l'Edipo nella sua performance e non l'Hey Diddle Diddle; Mark era un pittore invece che un regista; Roger si chiamava Ralph e scriveva opere musicali; Angel era un filosofo jazz, mentre Collins era un artista di strada; Angel e Collins erano entrambi descritti originariamente di razza caucasica; e Benny aveva un ruolo maggiore nella storia, prendendo parte a canzoni come Real Estate, che invece fu tagliata.

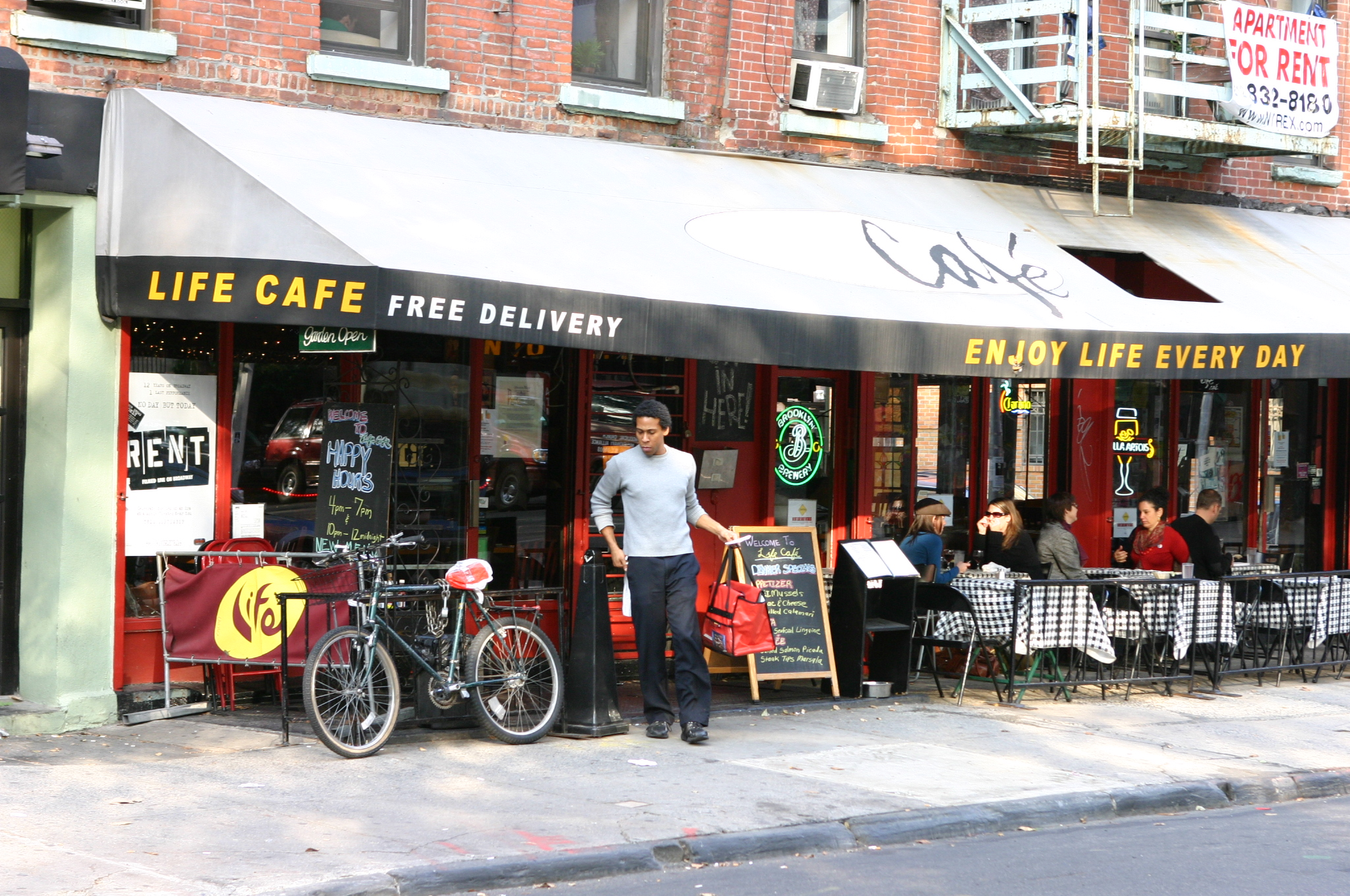
Life Café

Molte delle vere location e dei veri eventi sono inclusi, o sono stati ispirazione per, elementi del musical. Il Life Café, dove è ambientato il numero La Vie Bohème, è un vero ristorante dell'East Village di New York City. La rissa alla fine del primo atto è basata sui conflitti dell'East Village avvenuti nei tardi anni (19)'80 da cui è derivato il coprifuoco auto-imposto nel Tompkins Square Park.
Will I? è una canzone che viene eseguita a un incontro del Life Support ed esprime il dolore e la paura di una vita con l'AIDS ed è ispirata a fatti reali. Larson partecipò a un incontro di Friends in Deed, un'organizzazione che aiuta la gente ad affrontare la malattia e il dolore insieme ad altre emozioni, proprio come il Life Support. Dopo quella prima volta, Larson partecipò a quegli incontri con regolarità. Durante un incontro, un uomo si alzò e disse di non essere spaventato di morire; tuttavia, aggiunse poi che c'era una cosa di cui aveva davvero paura: e se avesse perso la sua dignità? Da questa domanda venne fuori il primo verso della singola strofa di questa canzone. Le persone presenti agli incontri del Life Support nello show, Gordon, Ali e Pam, devono il nome ad alcuni amici di Larson morti di AIDS. Nello show di Broadway, i nomi dei personaggi in quella particolare scena (visto che si presentano da soli) vengono cambiati ogni notte in omaggio agli amici dei membri del cast che vivono o sono morti di AIDS.
Originariamente, i membri del Life Support costituivano un blocco unico del ritornello "dimentica il rimpianto" (in una visione ottimista e di reazione alla malattia), e parlavano di ricordare l'amore. Quando gli amici di Jonathan positivi all'HIV ascoltarono questa scena, gli dissero che avere l'AIDS non era così semplice da accettare: ti fa arrabbiare e risentire, e la canzone non riflette questo aspetto. Jonathan aggiunse quindi una parte dove Gordon dice di avere un problema con questo credo... le mie cellule T sono basse, rimpiango questa notizia, okay? Paul, il leader dell'incontro gli replica Okay... ma, Gordon, come ti senti oggi? Gordon ammette di sentirsi meglio di quanto non fosse mai stato per il resto dell'anno. Paul chiede E allora perché scegliere la paura?, e Gordon risponde Sono di New York. La paura è la mia vita.

### Controversia di Lynn Thomson
Lynn Thomson era un drammaturgo che era stata assunta dal New York Theatre Workshop per rielaborare Rent. Dichiarò che tra inizio maggio e fine ottobre 1995, lei e Larson co-scrissero una nuova versione del musical. La Thomson fece causa per 40 milioni di dollari e chiese il 16% dal ricavato dello show; dichiarò infatti di aver scritto una porzione importante dei testi e del libretto.
Durante il processo, la Thomson non riuscì a ricordare le parole delle canzoni che aveva scritto o le strutture del libretto che lei aveva creato. Il giudice sentenziò contro di lei e diede a Jonathan Larson la totale proprietà e tutti i diritti di Rent. Nell'agosto del 1998, la causa fu archiviata. I termini dell'accordo non furono mai rivelati.

## Produzioni

### New York e Off-Broadway
Rent ha avuto la sua prima messa in scena al New York Theatre Workshop nel marzo del 1993. Una versione provvisoria andò in scena per due settimane al New York Theatre Workshop nel 1994 ed era interpretata da Anthony Rapp nel ruolo di Mark, e Daphne Rubin-Vega in quello di Mimi; altre produzioni provvisorie ne seguirono. Lo show aprì il 25 gennaio 1996 di nuovo al New York Theatre Workshop e ottenne rapidamente popolarità fuori da Broadway, ricevendo recensioni entusiastiche. Il critico teatrale Ben Brantley del New York Times lo definì un'esilarante, importante opera rock con una musica brillante e inventiva che illumina di speranza il futuro del musical americano. Un altro critico scrisse: Rent parla alla Generazione X nello stesso modo in cui il musical Hair parlò ai figli del Baby Boom o a coloro che sono cresciuti negli anni sessanta, facendone una Rock Opera del nostro tempo, un Hair per gli anni novanta. Lo show ottenne uno straordinario successo off-Broadway, vendendo tutti i 150 posti disponibili del teatro.

### Broadway
Grazie alla sua popolarità in crescita e al bisogno di un teatro più grande, Rent si trasferì al precedentemente derelitto Nederlander Theatre sulla 41ª strada il 29 aprile 1996. A Broadway, lo show fu acclamato dalla critica e dalla popolarità del passaparola. Il cast originale di diverse etnie includeva Taye Diggs, Wilson Jermaine Heredia, Jesse L. Martin, Idina Menzel, Adam Pascal, Anthony Rapp, Daphne Rubin-Vega e Fredi Walker.
Gli argomenti controversi della produzione e i suoi prezzi innovativi, inclusi biglietti per una performance di giorno indefinito da 20 dollari, aiutarono la popolarità del musical teatrale a crescere tra le generazioni più giovani. La produzione fu candidata per dieci Tony Awards nel 1996 e ne vinse quattro: Miglior Musical, Miglior Libretto, Miglior Composizione Originale e Miglior Performance di un Attore Non Protagonista in un Musical (Heredia)
Il 24 aprile 2006, il cast originale di Broadway si riunì per una performance unica del musical al Nederlander Theatre. Questa performance racimolò oltre due milioni di dollari per le associazioni benefiche Jonathan Larson Performing Arts Foundation, Friends in Deed e il New York Theatre Workshop. Furono invitati ex membri del cast, e alcuni dai tour precedenti e dei vecchi cast di Broadway apparirono eseguendo una versione alternativa di Seasons of Love, al termine della rappresentazione.
Rent ha chiuso il 7 settembre 2008, dopo 12 anni in cartellone e 5.124 rappresentazioni, rendendolo l'ottavo musical più longevo di Broadway. La produzione ha guadagnato oltre 280 milioni di dollari. Al tempo della sua chiusura, era il secondo musical di Broadway più longevo con solo otto anni di scarto da Il fantasma dell'Opera.
I membri del cast originale Rodney Hicks e Gwen Stewart tornarono a far parte del cast quando chiuse la produzione di Broadway. Hicks interpretò Benny e la Stewart interpretò il ruolo che aveva creato, la solista nella canzone Seasons of Love. In aggiunta, l'attrice Tracie Thoms si unì al cast al termine della messa in scena dello show interpretando Joanne, il ruolo che aveva interpretato nel film del 2005. L'ultima performance di Broadway fu filmata e mostrata nei cinema con il titolo Rent: Filmed Live on Broadway a settembre del 2008. Fu pubblicato su DVD e Blu Ray-Disc il 3 febbraio 2009 sia in America che in Italia (in versione originale sottotitolata).

### Edizione scolastica
Nel 2007, un'edizione modificata di Rent fu realizzata da cinque gruppi di attori non-professionisti negli Stati Uniti. Accreditata come Rent: School Edition, questa versione omette la canzone Contact ed elimina alcune scene con linguaggio esplicito e cambia alcune messe in scena dell'originale. C'erano quattro test-show per Rent: School Edition. La prima produzione liceale fu messa in scena al liceo Harry S. Truman di Levittown (Pennsylvania) il 9 novembre 2007. Nel 2009, alcuni licei in California, West Virginia e Texas, cancellarono alcune edizioni proposte di Rent: School Edition a causa dell'amministrazione scolastica o delle proteste dei genitori a causa della moralità controversa dello spettacolo.

### Remixed
Il 16 ottobre 2007, la produzione Rent Remixed aprì al Duke of York's Theatre a Londra. William Baker diresse questa produzione e l'ambientò ai giorni nostri. Il cast includeva Oliver Thornton (Mark), Luke Evans (Roger), Craig Stein (Benny), Leon Lopez (Collins), Francesca Jackson (Joanne), Jay Webb (Angel), Siobhán Donaghy (Mimi), e Denise Van Outen (Maureen). Dal 24 dicembre 2007, il ruolo di Maureen fu interpretato da Jessie Wallace. La produzione ricevette tuttavia critiche negative e chiuse il 2 febbraio 2008.
La produzione altera radicalmente alcuni elementi dello show definendo, ad esempio, i personaggi di Mimi, Angel e Mark come inglesi. Alcune canzoni furono reiscritte e riarrangiate.

### Internazionali
Rent è stato eseguito in diversi paesi del mondo, tra cui Danimarca, Finlandia, Islanda, Norvegia, Svezia, Belgio, Paesi Bassi, Irlanda, Regno Unito, Francia, Germania, Svizzera, Portogallo, Spagna, Italia, Estonia, Ungheria, Polonia, Slovacchia, Grecia, Canada, Stati Uniti d'America, Repubblica Dominicana, Messico, Panama, Bolivia, Brasile, Argentina, Russia, Cina, Hong Kong, Corea del Sud, Taiwan, Giappone, Filippine, Singapore, Thailandia, Africa meridionale, Australia, Guam, Nuova Zelanda e, dal 2009, in Israele, Porto Rico e Austria.
Il musical è stato eseguito in 22 lingue: danese, finlandese, islandese, norvegese, svedese, tedesco, inglese, francese, tedesco, portoghese, spagnolo, italiano, estone, ungherese, polacco, slovacco, greco, russo, mandarino, coreano e giapponese.

## Cast
| Ruolo                 | Cast originale a Broadway | Film 2005               | 2008 Final Performance DVD | Hollywood Bowl 2010 |
| --------------------- | ------------------------- | ----------------------- | -------------------------- | ------------------- |
| Mark Cohen            | Anthony Rapp              | Anthony Rapp            | Adam Kantor                | Skylar Astin        |
| Roger Davis           | Adam Pascal               | Adam Pascal             | Will Chase                 | Aaron Tveit         |
| Mimi Márquez          | Daphne Rubin-Vega         | Rosario Dawson          | Renée Elise Goldsberry     | Vanessa Hudgens     |
| Tom Collins           | Jesse L. Martin           | Jesse L. Martin         | Michael McElroy            | Wayne Brady         |
| Angel Dumott Schunard | Wilson Jermaine Heredia   | Wilson Jermaine Heredia | Justin Johnston            | Telly Leung         |
| Maureen Johnson       | Idina Menzel              | Idina Menzel            | Eden Espinosa              | Nicole Scherzinger  |
| Joanne Jefferson      | Fredi Walker              | Tracie Thoms            | Tracie Thoms               | Tracie Thoms        |
| Benjamin Coffin III   | Taye Diggs                | Taye Diggs              | Rodney Hicks               | Collins Pennie      |

## Incisione discografica
La registrazione del cast originale di Broadway include molto del materiale musicale dello show in una collezione completa su due dischi con una versione remixata di Seasons of Love eseguita da Stevie Wonder. L'etichetta in seguito pubblicò un best of monodisco.
La versione cinematografica pubblicò anche una colonna sonora su due dischi con la musica completa, e un best of monodisco.
Esistono anche diverse incisioni dei cast stranieri.

## Riconoscimenti

### Tony Awards
Rent fu nominato per dieci Tony Awards nel 1996 e ne vinse quattro:
Vinti
- Tony Award for Best Musical
- Tony Award for Best Book of a Musical: Jonathan Larson
- Tony Award for Best Original Score: Jonathan Larson
- Tony Award for Best Performance by a Featured Actor in a Musical: Wilson Jermaine Heredia

Altre nomination
- Tony Award for Best Performance by a Leading Actor in a Musical: Adam Pascal
- Tony Award for Best Performance by a Leading Actress in a Musical: Daphne Rubin-Vega
- Tony Award for Best Performance by a Featured Actress in a Musical: Idina Menzel
- Tony Award for Best Lighting Design of a Musical: Blake Burba
- Tony Award for Best Choreography: Marlies Yearby
- Tony Award for Best Direction of a Musical: Michael Greif

### Altri premi
Rent fu anche nominato per i seguenti premi; ha vinto tutto tranne quattro nomination:
Vinti
- 1996 Pulitzer Prize for Drama
- 1996 Drama Desk Award Outstanding Musical
- 1996 Drama Desk Award Outstanding Book
- 1996 Drama Desk Award Outstanding Featured Actor in a Musical: Wilson Jermaine Heredia
- 1996 Drama Desk Award Outstanding Orchestrations: Steve Skinner
- 1996 Drama Desk Award Outstanding Lyrics
- 1996 Drama Desk Award Outstanding Music
- 1996 Theater World Award for Outstanding New Talent: Adam Pascal
- 1996 Theater World Award for Outstanding New Talent: Daphne Rubin-Vega
- 1996 New York Drama Critics Circle Award for Best Musical
- 1996 Outer Critics Circle Award for Best Off-Broadway Musical
- 1996 Drama League Award for Best Musical
- 1996 Obie Award for Outstanding Book, Music, and Lyrics
- 1996 Obie Award for Outstanding Direction: Michael Greif
- 1996 Obie Award for Outstanding Ensemble Performance

Altre nomination
- 1996 Drama Desk Award for Outstanding Actor in a Musical: Adam Pascal
- 1996 Drama Desk Award for Outstanding Actress in a Musical: Daphne Rubin-Vega
- 1996 Drama Desk Award for Outstanding Director of a Musical: Michael Greif
- 1996 Drama Desk Award Outstanding Costume Design: Angela Wendt

## Impatto culturale
La canzone Seasons of Love è diventata iconica e spesso oggetto di cover.

### RENT-heads
Rent ha guadagnato un seguito di fan che si sono auto-battezzati RENT-heads. Il nome originalmente si riferiva alla gente che si accampava fuori dal Nederlander Theatre per ore per vincere i biglietti scontati a tiratura limitata di 20 dollari per lo spettacolo, anche se si riferisce in genere a chiunque sia ossessionato dallo show. Questi biglietti scontati erano per posti nelle prime due file del teatro che erano riservati per una lotteria che si teneva due ore prima di ogni rappresentazione. Altri show di Broadway seguirono l'esempio di Rent e ora offrono spesso biglietti scontati per rendere accessibile il teatro anche a chi non può permettersi i prezzi esosi di Broadway.
Il termine fu coniato nei primi mesi di RENT a Broadway. I produttori dello show offrirono 34 posti delle prime due file per 20 dollari l'uno, due ore prima della rappresentazione. I fan e altri interessati ai biglietti si accampavano per ore davanti al Nederlander Theatre - che si trova giusto fuori Times Square - per comprare questi biglietti. Molti RENThead hanno visto lo show dozzine di volte, alcuni perfino in città diverse. Oltre questo, una persona ha visto lo show più di 1100 volte nel corso della messa in scena di dodici anni dello spettacolo. La giornalista Kelly Nestruck scrisse nel The Guardian che I fan di Rent.. attualmente conosciuti come RENThead, sono più colloquiali della maggior parte dei noiosissimi fan di musical.

### Riferimenti aRent
Riferimenti o parodie di Rent sono stati fatti in diversi show come: I Simpson, I Griffin, Friends, Will & Grace, Scrubs,, Felicity e The Big Bang Theory. Nella puntata 2x13, intitolata Comeback della seconda stagione di Glee, durante uno scontro tra dive, Rachel e Mercedes si sfidano sulle note di Take Me or Leave Me, continuando ad omaggiare Idina Menzel, la quale apparirà lei stessa più volte nella serie come madre biologica di Rachel. Nella puntata 5x03 Il Quarterback, i membri del Glee Club dedicano la canzone Seasons of Love al loro defunto amico Finn Hudson, nonché all'attore che lo interpretava Cory Monteith.
Il 18 febbraio 2010, la canzone Seasons of Love è stata eseguita dal coro e dall'orchestra in apertura della terza serata del Festival di Sanremo 2010, preceduta da una lettura in prosa che traduceva in italiano il ritornello del brano.

## Altri media

### Adattamento cinematografico
Rent fu adattato in un film diretto da Chris Columbus con la sceneggiatura firmata da Stephen Chbosky. Con l'eccezione di Mimi e Joanne, i membri del cast originale di Broadway ripresero i loro ruoli principali. Rosario Dawson interpreta Mimi e Tracie Thoms interpreta Joanne, visto che Daphne Rubin-Vega (Mimi) era incinta all'epoca delle riprese, mentre Fredi Walker (Joanne) si sentiva ormai troppo grande per la parte. Uscito in patria il 23 novembre 2005, il film rimase tra i primi dieci del box office per tre settimane. Diversi elementi della trama furono modificati e altre canzoni furono trasformate in dialogo parlato nel film. La colonna sonora del film fu prodotta da Rob Cavallo, remixata da Doug McKean ed eseguita dai musicisti Jamie Muhoberac, Tim Pierce e Dorian Crozier.

### Ripresa live
Il 7 settembre 2008, la performance finale della produzione di Rent a Broadway fu filmata live (usando anche materiale ripreso live ad agosto del 2008) e diffusa nei cinema, con video in alta definizione tra il 24 ed il 28 settembre 2008, con il nome Rent: Filmed Live on Broadway. Rent: Filmed Live on Broadway fu pubblicato su DVD e Blu-Ray Disc il 3 febbraio 2009.